# Parafia św. Wawrzyńca w Starym Dworze
Parafia św. Wawrzyńca w Starym Dworze – parafia rzymskokatolicka, terytorialnie i administracyjnie należąca do dekanatu Pszczew diecezji zielonogórsko-gorzowskiej. Erygowana w 1933. W parafii posługują księża diecezjalni.

## Zasięg parafii
Do parafii należą wierni z miejscowości: Bukowiec, Stary Dwór, Wyszanowo.